# 李蔡
李 蔡（り さい、? - 紀元前118年）は、前漢の人。本貫は涼州隴西郡成紀県。丞相となった。秦の名将李信の子孫で漢の将軍李広の従弟。

## 略歴
| 姓名           | 李蔡                                                                     |
| 時代           | 前漢時代                                                                 |
| 生没年         | 生年不詳 - 紀元前118年（元狩5年）                                        |
| 字・別号       | 〔不詳〕                                                                 |
| 本貫・出身地等 | 涼州隴西郡成紀県                                                         |
| 職官           | 郎〔前漢〕→代相〔前漢〕 →軽車将軍〔前漢〕→御史大夫〔前漢〕 →丞相〔前漢〕 |
| 爵位・号等     | 楽安侯（列侯）〔前漢〕                                                   |
| 陣営・所属等   | 文帝→景帝→武帝                                                           |
| 家族・一族     | 一族：李広〔従兄〕 甥：李当戸 李椒 李敢                                  |

文帝の時代に郎となって李広と共に仕え、景帝の時代には功績を積み上げて二千石の官になった。武帝の元朔5年（紀元前124年）に代の相から軽車将軍となって衛青の指揮下に入って匈奴を討った。匈奴の王を捕らえた功績で列侯（楽安侯）に封じられた。
元狩元年（紀元前122年）に御史大夫となり、元狩2年（紀元前121年）に丞相公孫弘が死亡すると後任の丞相となった。元狩5年（紀元前118年）、祭祀に使用する土地を勝手に売ったことが発覚し、獄に下されるところで自害した。
李蔡は際立った人物ではなく、従兄の李広と比べ名声は遥かに下であったが、恩賞や出世では李広を追い越した。